# Yasmin Kwadwo
Yasmin Kwadwo (Recklinghausen, 9 november 1990) is een atleet uit Duitsland, met Ghanese achtergrond.
Op de Olympische Zomerspelen van Londen in 2012 liep Kwadmo in het Duitse estafette-team op de 4×100 meter. Ze werden vijfde in de finale.
Op de Olympische Zomerspelen van Rio de Janeiro in 2016 werd het Duitse estafette-team vierde in de finale.
Op het Wereldkampioenschappen atletiek 2013 werd ze vierde, en op het Wereldkampioenschappen atletiek 2019 vijfde op de 4×100 meter estafette.

## Persoonlijke records
Outdoor
| Onderdeel | Prestatie | Wind | Plaats                       | Datum      |
| --------- | --------- | ---- | ---------------------------- | ---------- |
| 100m      | 11.25s    | +1.8 | Leverkusen (GER)             | 24.07.2019 |
| 200m      | 23.84s    | −0.8 | Letzigrund, Zürich (SUI)     | 08.09.2011 |
| 4x100m    | 41.67     |      | Olympiastadion, Berlin (GER) | 01.09.2019 |

Indoor
| Onderdeel   | Prestatie | Wind | Plaats                              | Datum      |
| ----------- | --------- | ---- | ----------------------------------- | ---------- |
| 60m ind.    | 7.19      |      | Helmut-Körnig-Halle, Dortmund (GER) | 20.02.2021 |
| 4x200m ind. | 1:33.86   |      | Karlsruhe (GER)                     | 26.02.2012 |

bijgewerkt september-2021

## Privé
Yasmin Kwadwo is de zus van Leroy Kwadwo en Keshia Kwadwo.
- World Athletics: 14278598